# The Royal Oak
The Royal Oak er en britisk stumfilm fra 1923 af Maurice Elvey.

## Medvirkende
- Betty Compson som Mildred Cholmondeley
- Henry Ainley som Oliver Cromwell
- Henry Victor som Charles I
- Thurston Hall som Ancketell
- Clive Brook som Dorian Clavering